# Jelení hora
La Jelení hora (allemand : Haßberg) est une montagne de République tchèque d'une altitude de 993 m qui se trouve dans les monts Métallifères, à proximité de la frontière allemande.
Il se trouve au sud-est du village de Kryštofovy Hamry et domine la haute vallée de la Preßnitz (en) et le lac de Preßnitz (de).